# Kelvin Mateus de Oliveira
Kelvin Mateus de Oliveira (Curitiba, 1 juni 1993) - alias Kelvin - is een Braziliaans voetballer die bij voorkeur als aanvaller speelt. Hij verruilde in januari 2020 Coritiba voor Avaí FC.

## Clubcarrière
Kelvin speelde twee jaar in de Braziliaanse Serie B bij Paraná Clube. In juni 2011 tekende hij op 18-jarige leeftijd een vijfjarig contract bij FC Porto. In zijn eerste seizoen werd hij samen met Christian Atsu uitgeleend aan Rio Ave. Op 21 augustus 2011 maakte hij zijn debuut in de Primeira Liga tegen Académica Coimbra. Bij zijn terugkeer werd hij bij het tweede elftal gehaald, dat vanaf het seizoen 2012-2013 in de Segunda Liga actief zou zijn. Op 8 april 2013 scoorde hij twee doelpunten in de topper tegen SC Braga (3-1 winst). Hij viel een kwartier voor tijd in voor Lucho González en scoorde twee doelpunten in drie minuten.